# Gare d'Harpers Ferry
Pour les articles homonymes, voir Harpers Ferry.
La gare d'Harpers Ferry est une gare ferroviaire désaffectée à Harpers Ferry, dans le comté de Jefferson, en Virginie-Occidentale, dans l'est des États-Unis. Construite en 1889 par la Baltimore and Ohio Railroad, elle était opérée par Amtrak. Acquise par le National Park Service en 2001, elle est incluse dans le périmètre de l'Harpers Ferry National Historical Park en 2004 puis reconnue propriété contributrice au district historique formé par ce parc en 2016.
Elle est proche du B & O Railroad Potomac River Crossing.